# Bergamott

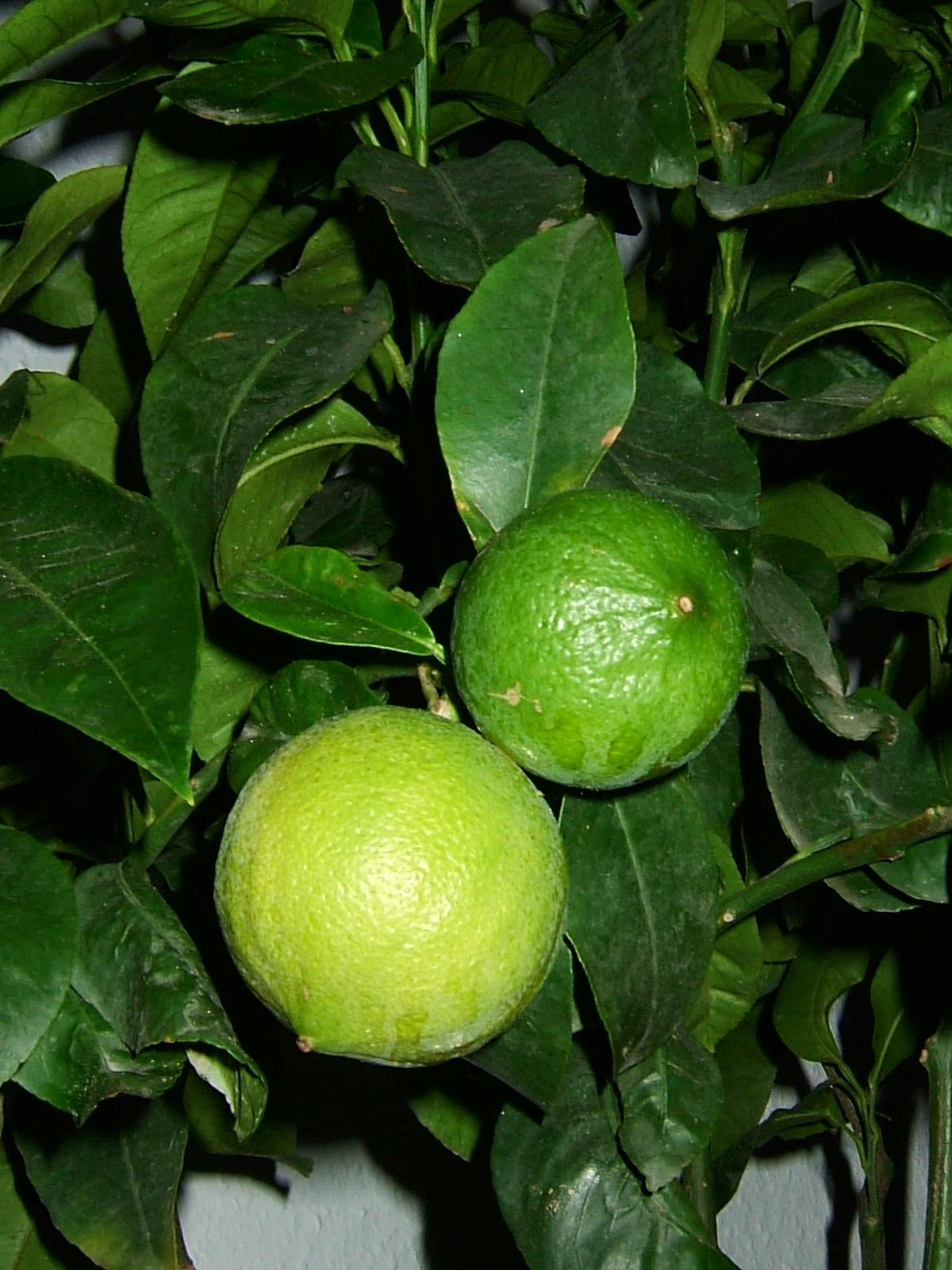
Bergamott

Bergamott (Citrus × limon Bergamia-gruppen) är en citrusfrukt som främst odlas i Italien och norra Afrika. Den har samma ursprung som citron och är en hybrid mellan pomerans (C.× aurantium Amara-gruppen) och suckatcitron (C. medica). Den förväxlas ofta med Citrus hystrix trots att de är mycket olika, Citrus hystrix har ett skrovligt skal medan Bergamotten har ett slätt skal.

## Etymologi
Namnet bergamott kommer närmast från franskans bergamote, som hämtats från italienskans bergamotta. Sannolikt är det ytterst kopplat till turkiskans ord beg-armudi ('furstepäron') med association till stadsnamnet Bergamo.

## Odling och användning
Frukten odlas främst för sitt skal ur vilket en eterisk olja, bergamottolja, utvinns genom pressning. Oljan är gul eller grön till färgen och har citrusaktig doft och bitter smak.
Bergamottolja används bland annat till framställning av parfym och kosmetiska preparat samt till smaksättning av te, tobak och likör. Earl Grey-te och vissa sorters snus är smaksatta med bergamottarom (bergamottin) framställd av oljan. Denna arom, som används för smaksättning, finns i två former. Dels finns den i en kristallin struktur, som löses i vatten. Den oftast använda är dock en flytande variant.
Bergamott är i stor mängd giftigt. Hög konsumtion av bergamottolja i te kan föranleda muskelkramper eller suddig syn.

## Synonymer
Förr räknades bergamott som en egen art med det vetenskapliga namnet Citrus bergamia, eller som en underart till storcitrus (C. ×aurantium).
Citrus ×aurantium ssp. bergamia (Risso) Wight & Arnott
Citrus ×aurantium var. bergamia (Risso) Lilja
Citrus bergamia (Risso) Risso & Poiteau

## Annan användning av namnet
Det finns även en sorts päron som kallas "bergamott".